# Bawosaloo Siwalawa
Bawosaloo Siwalawa is een bestuurslaag in het regentschap Nias Selatan van de provincie Noord-Sumatra, Indonesië. Bawosaloo Siwalawa telt 308 inwoners (volkstelling 2010).